# 아시아 스쿼시 연맹
아시아 스쿼시 연맹(Asian Squash Federation)은 1980년 11월 29일 카라치에서 열린 제1회 아시아 스쿼시 국가 회의에서 파키스탄의 제안으로 설립되었다. 최초 설립 당시 회원국은 말레이시아, 바레인, 방글라데시, 싱가포르, 태국, 필리핀였다. 본부와 사무국은 파키스탄에 세워졌으며, 초대 회장도 파키스탄에서 배출 되었다.
아시아 스쿼시 연맹의 설립 목적은 다음과 같다.
- 아시아 지역의 스쿼시 총괄 단체로서 회원국에 스쿼시를 보급하고 지원함
- 세계 스쿼시 연맹에 의해 결정된 스쿼시 단체 규칙 및 기술적 규칙을 유지하고 시행하며, 다음을 수행함
  - 국제 스쿼시 대회를 위한 기본 규정을 시행함
  - 아시아 올림픽 평의회와 협업 관계를 유지함
- 회원국의 권한 및 자율성을 유지함
- 의견수렴 및 협력을 통해 회원국의 이해를 보호함
- 회원국으로부터 정보를 수집, 분석하고 공유함
- 연맹의 모든 회원국의 이익을 위해 회원국의 스쿼시 대회 보급을 지원함
- 회원국 간에 스쿼시와 관련한 분쟁이 발생할 경우 중재함

## 역대 회장
| 순번 | 연도      | 이름                  |
| ---- | --------- | --------------------- |
| 1    | 1980–1985 | M.Anwar Shamim        |
| 2    | 1985–1997 | Edward Jacob          |
| 3    | 1997–2001 | Mokhzani Mahathir     |
| 4    | 2001–2009 | Narayana Ramachandran |
| 5    | 2009–2013 | Dato' A. Sani Karim   |
| 6    | 2013-     | David Y.Y. Mui        |

## 회원국
| 국가           | 연맹                              | 회장                            |
| -------------- | --------------------------------- | ------------------------------- |
| 네팔           | 네팔스쿼시 라켓 연맹              | Amar Simha                      |
| 중화 타이베이  | 대만 스쿼시 라켓 협회             | Charles-C.Y.Chen                |
| 대한민국       | 대한 스쿼시 연맹                  | 김원관                          |
| 바레인         | 바레인 배드민턴 스쿼시 협회       | Hussam Bin Essa Al-Khalifa      |
| 방글라데시     | 방글라데시 스쿼시 라켓 연맹       | Mushfiqur Rahman Mohan          |
| 브루나이       | 브루나이 스쿼시 라켓 협회         | Abdul Hamid Abdullah            |
| 요르단         | 요르단 스쿼시 연맹                | Ramzi Ali Tabbalat              |
| 이라크         | 이라크 스쿼시 연맹                | Ali Jihad Ramadhan              |
| 이란           | 이란 스쿼시 연맹Squash Federation | Masoud Soleimani                |
| 인도           | 인도 스쿼시 라켓 연맹             | K.S.Sripathi                    |
| 인도네시아     | Persatuan Squash Indonesia        | Syarif Bastaman                 |
| 일본           | 일본 스쿼시 협회                  | Totsumi Fujigasaki              |
| 중국           | 중국 스쿼시 협회                  | Zhang Xiaoning                  |
| 쿠웨이트       | 쿠웨이트 스쿼시 연맹              | Hussain A. Al Maqsseed          |
| 레바논         | 레바논스쿼시 연맹                 | Mahmoud El Badawi               |
| 마카오         | 마카오 스쿼시 협회                | Cheung Lup Kwan                 |
| 말레이시아     | 말레이시아 스쿼시 라켓 협회       | Dato' Syed Mustaffa Syed Ali    |
| 사우디아라비아 | 사우디 스쿼시 연맹                | Tareq Al Tameme                 |
| 스리랑카       | 스리랑카 스쿼시 연맹              | Palitha Weerasinghe             |
| 싱가포르       | 싱가포르 스쿼시 라켓 협회         | Desmond Hill                    |
| 오만           | 오만 스쿼시 연맹                  | Ahmad ben Hashill Al-Muscarry   |
| 카타르         | 카타르 스쿼시 연맹                | Nabeel Ali Bin Ali Al-Meslemani |
| 태국           | 태국 스쿼시 라켓 협회             | Patee Sarasin                   |
| 파키스탄       | 파키스탄 스쿼시 연맹              | Rao Qamar Suleman               |
| 팔레스타인     | 팔레스타인 스쿼시 연맹            | Mohammed Abou-Loughad           |
| 필리핀         | 필리핀 스쿼시 라켓 협회           | Romeo M Ribano                  |
| 홍콩           | 홍콩 스쿼시                       | David Y Y Mui                   |

## 대회
주니어 대회

아시아 주니어 스쿼시 선수권대회 개인전

아시아 주니어 스쿼시 선수권대회 단체전

아시아 주니어 슈퍼 시리즈

시니어 대회

아시아 스쿼시 선수권대회 개인전

아시아 스쿼시 선수권대회 단체전

마스터 대회

아시아 마스터스 선수권대회

## 같이 보기
- 아시안 게임
- 아시아 스쿼시 선수권대회 개인전
- 아시아 스쿼시 선수권대회 단체전